# Березовец (Брянская область)
Березовец — село в Комаричском районе Брянской области, в составе Усожского сельского поселения. Расположено в 4 км к юго-западу от деревни Усожа.

## История
Исторически — деревня; до конца XVIII века — дворцовое владение, позднее Офросимовых и других. До 1929 в составе Севского уезда (с 1861 в составе Избиченской волости, с 1880-х годов в Литижской, с 1924 в Комаричской волости). В середине XIX века к юго-западу от деревни действовал конезавод, а на тракте Севск-Орел близ деревни были устроены постоялые дворы и почтовая станция. В середине XX века — колхоз «Красная весна». С 1920-х годов по 2005 в Лукинском сельсовете. С 1964 года присоединен поселок Защавье, после чего Березовец именуется селом. Максимальное число жителей 660 человек (1926).

## Население
| 2010 | 2013 |
| ---- | ---- |
| 22   | ↘18  |